# Technický dozor stavebníka
Technický dozor stavebníka (zkratkou TDS) je specifická technická činnost související se stavebními projekty. Technický dozor stavebníka vykonává osoba (právnická nebo fyzická), na kterou na základě smlouvy přenáší investor pravomoci a odpovědnosti související a vyplývající z pozice iniciátora a vedoucího účastníka stavebního projektu. Investor nemusí být nutně technicky připraven pro činnosti potřebné při přípravě a realizace projektu.
Úkolem technického dozoru je kontrola souladu a jakosti prováděných prací se záměrem stavebníka při navrhování – projektování, nebo se schválenou projektovou dokumentací při provádění stavby. Proto musí technický dozor být dostatečně odborně připraven pro činnosti souvisejících s navrhováním a realizací staveb.
Pro stavby financované z veřejného rozpočtu, kterou provádí stavební podnikatel jako zhotovitel, musí být technický dozor oprávněn podle zvláštního předpisu – autorizovaný architekt, autorizovaný inženýr, autorizovaný technik, která je podle tohoto zákona oprávněna v rozsahu oboru, popřípadě specializace, pro kterou mu byla udělena autorizace.
Mimo technických otázek je TDS na základě a podle obsahu pověření (obv. je zavázán komisionářskou smlouvou) oprávněn kontrolovat a schvalovat také rozsah a jakost prací, které mají být na základě vystavených faktur uhrazeny – zabývá se kontrolou soupisu prací a fakturovaných položek podle Smlouvy o dílo (rozpočtu stavby).